# Paso Salinas
Paso Salinas är en ort i Mexiko.   Den ligger i kommunen Cuautepec och delstaten Guerrero, i den södra delen av landet, 300 km söder om huvudstaden Mexico City. Paso Salinas ligger 130 meter över havet och antalet invånare är 157.
Terrängen runt Paso Salinas är platt åt sydost, men åt nordväst är den kuperad. Terrängen runt Paso Salinas sluttar söderut. Runt Paso Salinas är det ganska tätbefolkat, med 52 invånare per kvadratkilometer. Närmaste större samhälle är Copala, 8,1 km sydväst om Paso Salinas. I omgivningarna runt Paso Salinas växer i huvudsak lövfällande lövskog.